# Antonio González González (futbolista)
Antonio González González, también conocido como Chochi González, (Madrid, 13 de abril de 1947 - 15 de marzo de 1996) fue un futbolista español que jugó de centrocampista.
Durante su etapa como jugador cabe destacar los dos años que pasó en el Real Madrid, entre 1971 y 1973, años en los que además logró un título de liga. También jugó en Primera División con el C. D. Castellón.

## Carrera deportiva
Comenzó su carrera deportiva en el Recreativo de Huelva, equipo de la Segunda División, en el año 1966, cuando Antonio tenía tan solo 19 años. Aun así en esa misma campaña disputó 19 partidos, en los que marcó dos goles.
En 1967 ficha por el Hércules, equipo también de la Segunda División, con el que disputa 12 partidos y marca un gol. En esa misma campaña el club alicantino desciende a Tercera División, por lo que para la temporada 1968-69 se marcha al Calvo Sotelo Puertollano para seguir jugando en Segunda División.
En 1970 se marcha al Racing de Santander, también de Segunda División, donde tras jugar 37 partidos, todos ellos como titular, en los que marcó dos goles, el Real Madrid se fijó en él, fichándole para la temporada 1971-72. 
En el Madrid estuvo dos temporadas, la 1971-72 y la 1972-73, con poca participación sobre el césped, pero logrando junto con sus compañeros el título liguero en la campaña 1971-72.
En 1973 deja el Madrid por el C. D. Castellón, que también se encontraba en Primera División. En el Castellón encuentra la continuidad de la que no dispuso en el Real Madrid, aunque el club castellonense terminó descendiendo en esa misma temporada a Segunda División. Tras el descenso, González, sigue jugando en el Castellón durante dos temporadas, la 1974-75 y la 1975-76, sin lograr regresar a la máxima categoría.
En 1976 ficha por el Levante U. D. de la Segunda División, siendo este su último club en categoría profesional en España. Con el Levante desciende a Tercera División esa misma temporada.

## Clubes
| Club                 | País   | Año         |
| -------------------- | ------ | ----------- |
| Recreativo de Huelva | España | 1966 - 1967 |
| Hércules             | España | 1967 - 1968 |
| Calvo Sotelo         | España | 1968 - 1969 |
| Racing de Santander  | España | 1970 - 1971 |
| Real Madrid          | España | 1971 - 1973 |
| C. D. Castellón      | España | 1973 - 1976 |
| Levante U. D.        | España | 1976 - 1977 |

## Palmarés

### Títulos nacionales
| Título           | Club        | País   | Año  |
| ---------------- | ----------- | ------ | ---- |
| Primera División | Real Madrid | España | 1972 |